# یاستکوو (استان اشوی‌داشکسیه)
یاستکوو (به لهستانی: Jastków) یک منطقهٔ مسکونی در لهستان است که در گمینا تشمیلوو واقع شده‌است. یاستکوو ۲۰۰ نفر جمعیت دارد.